# Odwrócone światło
Odwrócone światło – poemat Tymoteusza Karpowicza wydany w 1972, traktowany przez niektórych krytyków jako artystyczna summa poety.

## Okoliczności powstania poematu
Utwór powstawał przez co najmniej dziesięć lat, od ok. 1961. Tymoteusz Karpowicz pisał to dzieło równolegle ze swoją pracą doktorską o twórczości Bolesława Leśmiana, obronioną rok po publikacji poematu, która ukazała się w 1975 pt. Poezja niemożliwa. Modele Leśmianowskiej wyobraźni.
Drugą część Odwróconego światła miał stanowić nieukończony, tworzony przez kilkadziesiąt lat poemat Rozwiązywanie przestrzeni.

## Publikacja i recepcja poematu

### Czas wydania
Dzieło zostało opublikowane w marcu 1972 w nakładzie 1500 egzemplarzy. Redaktorem tomu była Aldona Kubikowska, pracownik Państwowego Instytutu Wydawniczego. Dwa miesiące później, w maju, w londyńskim czasopiśmie literackim Oficyna Poetów ukazał się fragment części poematu „ukrzyżowanie”.
Wiele utworów z tomu „Odwrócone światło” znalazło się w wydanym w 1999 dziele Słoje zadrzewne, przeniesione to niego zostały także tytuły cykli, dodano także kilka nowych cykli.
W 2012 ukazało się w Biurze Literackim wznowienie poematu, stanowi on tom drugi Dzieł zebranych.

### Przyjęcie dzieła
Zbigniew Bieńkowski wyraził się tak o nowym dziele: „To była erupcja niepohamowanej i nieuporządkowanej wyobraźni” Głos Bieńkowskiego, pozornie krytyczny, przyznawał jednak w pracy „Ćwierć wieku intymności” rangę arcydzieła dziełu Karpowicza. Zbigniew Jarosiński z kolei napisał: „Karpowicz dążył do poezji, która byłaby uruchamianiem najdalszych semantycznych możliwości języka, samorództwem znaczeń niezależnych od zwyczajnej logiki”, a Edward Balcerzan: „Karpowicz postawił czytelnikowi niemożliwe wymagania (…) Byłem zakłopotany”. Zbigniew Herbert miał powiedzieć: „Drogi Tymoteuszu, wystawiłeś mnie na ciężką próbę”. Andrzej Falkiewicz uważał, że Tymoteusz Karpowicz w swoim dziele pokazał, jak umysł pożera sam siebie. Z powstaniem dzieła wiąże się także anegdota przekazana przez Stanisława Pasternaka dotycząca powstania Nagrody Czterech Kolumn:

On był jak Joyce dla prozy, jak Kochanowski dla poezji; stworzył nowy język. Tak się zdenerwowałem, że go nie doceniają, że wymyśliłem własną nagrodę.

Swoistym „wynagrodzeniem” za tom, był zestaw słojów miodu, przekazany poecie przez Stanisława Pasternaka:

Kiedy w 1972 r. ukazał się tom Karpowicza „Odwrócone światło”, zaniosłem do redakcji „Odry” słoik miodu i oświadczenie, że co roku funduję taki słoik temu, kto przeskoczy mistrza. On sam wkrótce potem wyemigrował do USA. Nie było komu dawać, więc odkładałem słoiki dla Tymoteusza. Kiedy zajrzał do Wrocławia po wielu latach, przyniosłem mu 26 zaległych słoików miodu, wielokwiatowego i spadziowego. „Dawać mi je wszystkie”, śmiał się.

## Forma i konstrukcja poematu

### Przynależność gatunkowa
Poemat pisany jest zazwyczaj wierszem bezrymowym, stroficznym lub stychicznym. W całości utworu nie występują znaki interpunkcyjne.

### Struktura utworu
Utwór rozpoczyna się czterowierszem pt. PARADOKS SYMPLIFIKACJI (niektóre tytuły w tekście są pisane wersalikami), znajdującym się na stronie przedtytułowej.
Następnie, dzieło składa się z dziesięciu części (cyklów):
- przed każdą chwilą
- zwiastowanie
- nawiedzenie
- narodzenie
- nauka
- nauczanie
- kana galilejska
- pojmanie
- ukrzyżowanie
- zmartwychwstanie

Każdy cykl składa się z mniejszych całości, układów tekstów zatytułowanych:
- oryginał
- kalka logiczna
- kopia artystyczna

Zazwyczaj w poszczególnych cyklach znajduje się kilkanaście takich całości, jedynie w pierwszej części: przed każdą chwilą, znajduje się tylko jedna taka „całość”.

### Tytuły poszczególnych części poematu
Tytuł dzieła jest również tytułem jednej z kopii artystycznych oryginału NIBELUNGI W CHLEWIE JAKO PULSARY w cyklu zmartwychwstanie pojawia się w niej fraza:

to wszystko było przecież moim odwróconym światłem
paliło się gdy gasło i gasło się paląc

Tytuły oryginałów to zwykle krótkie wypowiedzenia, jak np. GĘSTNIEJĄCY PRZYSTANEK, czy BUDOWANIE PIONU NA KOLOR.
Tytuły kalk logicznych nawiązują głównie do terminologii matematycznej, np. „ASYMETRYCZNA RÓWNOLEGŁOŚĆ”, „ILOCZYN WZGLĘDNY RELACJI”, a także logicznej np. „PODZIAŁ LOGICZNY”, „ZNAK KONIUNKCJI”.
Tytuły kopii artystycznych są bardzo zróżnicowane, najczęściej jedno- lub dwuwyrazowe, np. DRWAL, GONDWANA, PODSTAWOWY NÓŻ.

### Kompozycja typograficzna poematu

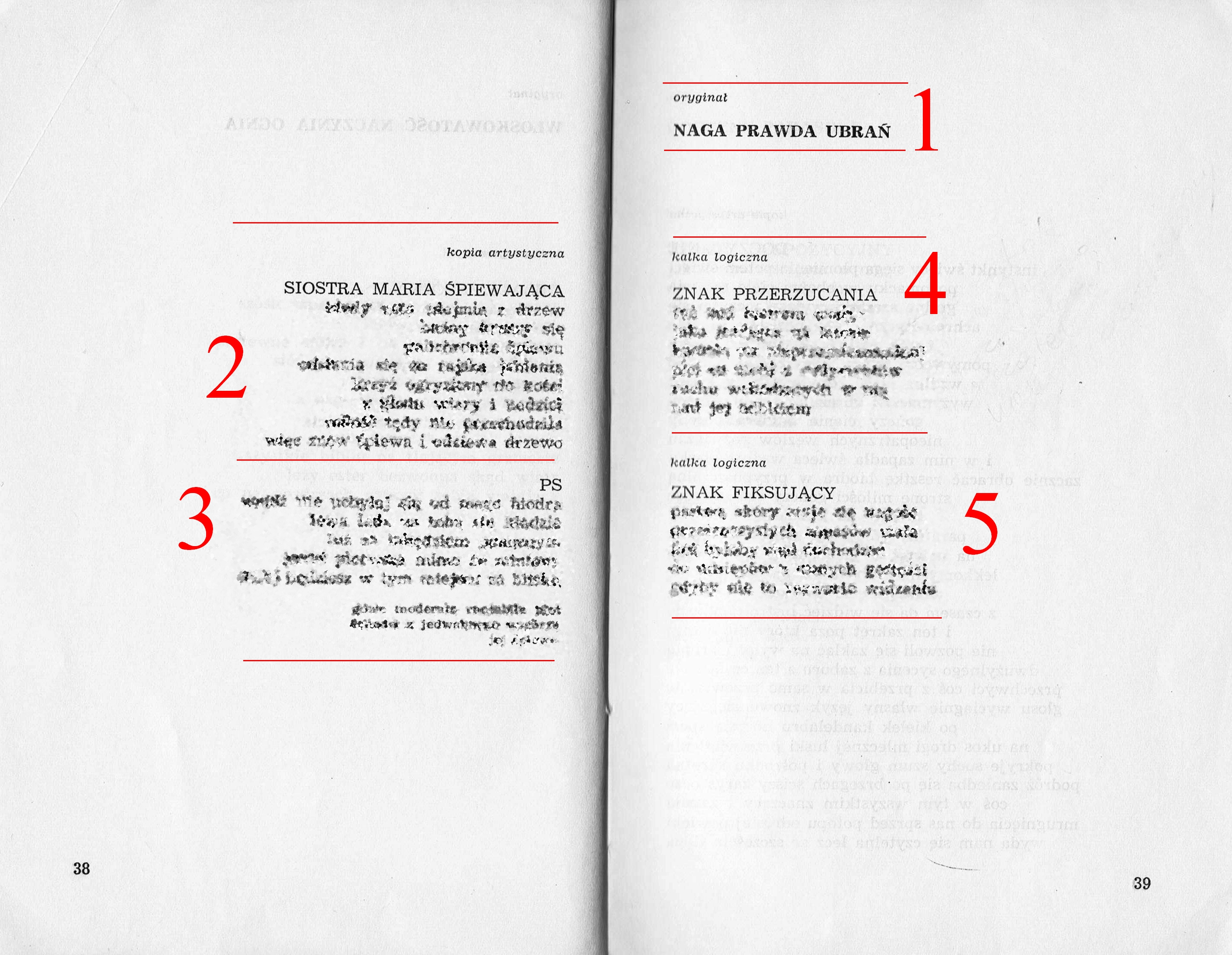
Układ typograficzny „Odwróconego światła” Tymoteusza Karpowicza – przykład. Nazwy nadane poszczególnym częściom przez poetę: 1. oryginał, 2. kopia artystyczna, 3. PS [kopii artystycznej], 4. kopia logiczna, 5. [kolejna] kopia logiczna. [Skan jednej ze stronic poematu

Poeta zaprojektował okładkę i obwolutę swojej książki, na których widnieją swoiste logotypy, będące złożeniem tytułu oraz imienia i nazwiska autora.
Rozmieszczenie poszczególnych części tekstu w książce jest powtarzalne i ściśle określone. Kopia artystyczna znajduje się na odwrocie (parzystej stronie), po przeciwnej stronie – licu (stronie nieparzystej), znajduje się oryginał, a pod nim od jednej do sześciu (jak w przypadku oryginału TRZYMANIE SIĘ PROSTO DO DOŁU [pisownia oryginalna]) kalk logicznych. Wytłuszczone Oryginały zawierają czasem podtytuły złożone mniejszym stopniem czcionki, np. NIEBEZPIECZEŃSTWO PRZEBIŚNIEGÓW / (lawiny od poruszenia),. natomiast kopie artystyczne i kalki logiczne to większe utwory w formie wierszy. Kopie artystyczne bywają złożone z dwóch wierszy (np. PODSTAWIONY NÓŻ), zawierają nieraz część PS, będącą zapewne nawiązaniem do postscriptum. Tytuły kopii artystycznych zawierają czasami dopowiedzenia, np. PŁOWA ROZMOWA PO LESIE / (ofladrowana), KRÓL KTÓRY ZJADŁ / (andersena). Kalki logiczne bywają opatrzone podtytułami, zaznaczonymi w tekście kursywą, np. wróżenie do tyłu w ZNAKU TOŻSAMOŚCI.
W przypadku oryginałów tekst jest wyrównany do prawej, a tekst kalk logicznych i kopii artystycznych jest wyrównany do lewej.

## Aluzje literackie i kulturowe w dziele
Poemat jest pełen różnorodnych aluzji do świata kultury.
Można je podzielić następująco:
- aluzje konkretne
  - jawne, np. trawestacje: modlitw (np. „a światłość wiekuista niechaj płacze”, s. 397[16]), parafrazy słów biblijnych (np. kazanie Chrystusa na górze, s. 169)
  - ukryte, np. nawiązania do Biblii („wieża babel”, s. 144, „siedem trąb”, s. 192), w szczególności do Ewangelii, do Antygony Sofoklesa („polinik”, „sofokles”, s. 243, „kreon”, „antygona”, s. 320, 322), dzieł Szekspira, Juliusza Słowackiego, Saint-John Perse’a itp.
- aluzje do kodów literackich
  - jawne: stylizacje na pieśń ludową, modlitwę,
  - ukryte, np. nawiązania do mitów greckich, westernowych, legend o Romulusie i Remusie, Szymonie Słupniku,
- aluzje do świata malarstwa, np. Henriego Matisse’a (s. 122: „maluje matisse na mankiecie”), Bruegla (s. 142: „bruegele drugie i ślepe”), do obrazu Eugène’a Delacroix Wolność wiodąca lud na barykady (s. 313: „delacroix ściera przedwieczornym rękawem / barykady którymi zaparł paryż”),
- aluzje do muzyki: Michała Kleofasa Ogińskiego (s. 380), zespołu The Rolling Stones (s. 327),
- aluzje filozoficzne
  - jawne: cytat z Heraklita: „panta rei” (s. 94), cytat z Henriego Bergsona: „élan vital” (s. 59),
  - ukryte, np. nawiązania do filozofii Diogenesa (s. 94), Darwina (s. 182), Sokratesa,
- sygnały metatekstualne (pozatekstowe) (nawiązania ukryte), np. przywołanie postaci: Chopina, św. Krzysztofa, Yoko Ono, Johna Lennona,
- aluzje historyczne (nawiązania ukryte), np. do panowania Zygmunta Augusta II (s. 24), do śmierci Juliusza Cezara (s. 282), do podróży Kolumba (s. 222), do działalności Kuźnicy Kołłątajowskiej.